# Czernka
Czernka – potok, prawy dopływ Krzeszówki. Nazywany jest także potokiem Czerniówka.
Wypływa na wysokości 396 m ze źródła w północnej części wsi Czerna (w przysiółku "Wzgórze"). Spływa początkowo w kierunku południowo-wschodnim, potem prawie południowym, przepływa dnem Doliny Czernki i na wysokości około 300 m uchodzi do Krzeszówki. Głównym dopływem jest lewobrzeżny potok Bucze, pozostałe dopływy to potoki Krzyk, Wądole i Zakopane.
Zlewnia potoku obejmuje wzniesienia Wyżyny Olkuskiej, w większości zbocza Doliny Czernki. Administracyjnie tereny te znajdują się w województwie małopolskim, w powiecie krakowskim, w gminie Krzeszowice.

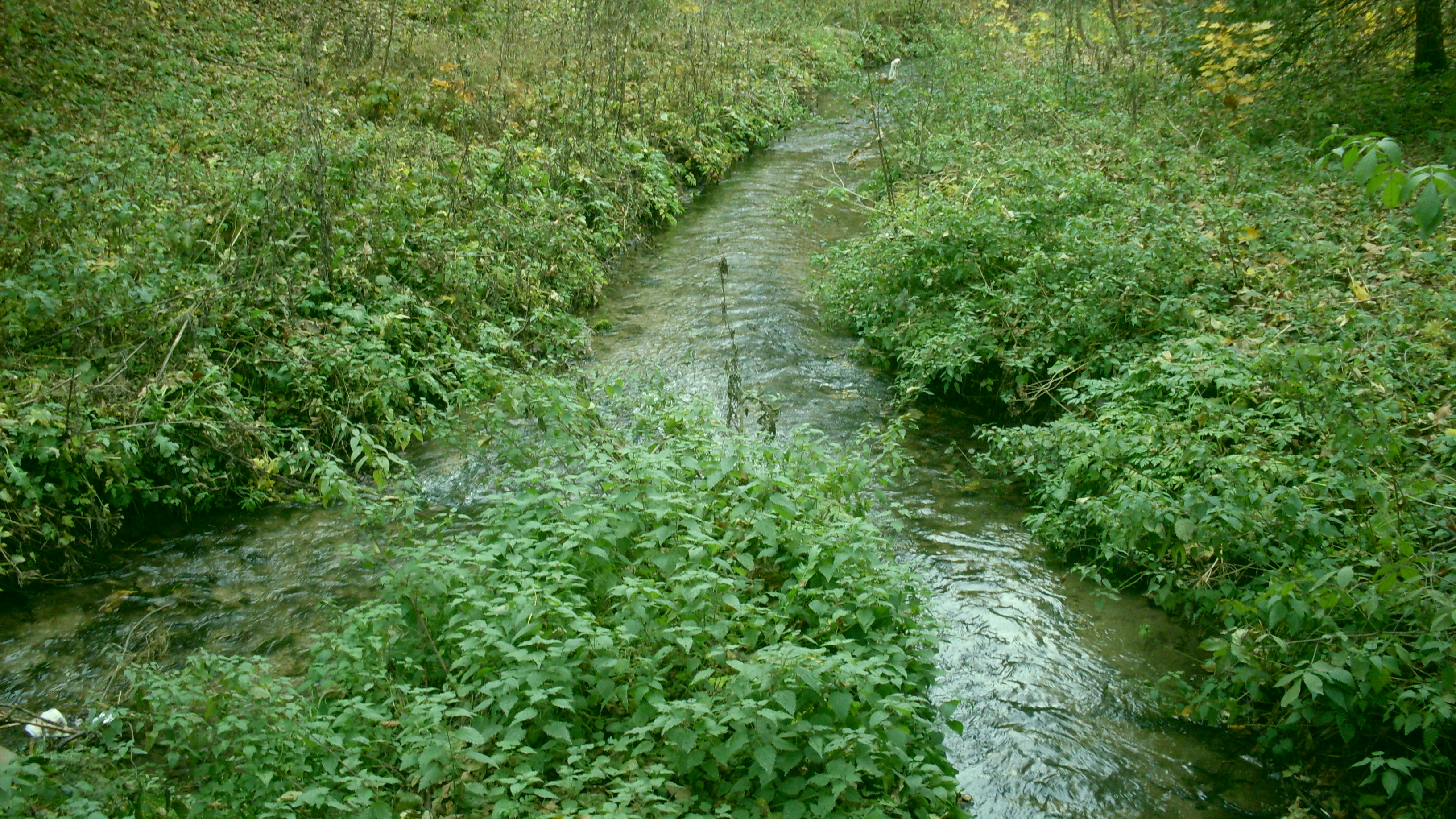
Ujście Czernki do Krzeszówki